# THE IDOLM@STER M@STERS OF IDOL WORLD!! 2015
THE IDOLM@STER M@STERS OF IDOL WORLD!! 2015是由万代南梦宫娱乐主办，为纪念偶像大师系列作品诞生10周年，于2015年7月18日至19日在日本西武巨蛋举办的演唱会，这是偶像大师系列作品第一次在巨蛋举行演唱会。

## 出演者
第一日为765PRO ALLSTARS+单独出演，MILLION STARS和CINDERELLA STARS作为应援成员登场。第二日则由765PRO ALLSTARS+、MILLION STARS、CINDERELLA STARS共同出演。
第一日（7月18日）
| 作品                    | 声优       | 角色               |
| ----------------------- | ---------- | ------------------ |
| 偶像大师                | 中村绘里子 | 天海春香           |
| 偶像大师                | 今井麻美   | 如月千早           |
| 偶像大师                | 浅倉杏美   | 萩原雪步           |
| 偶像大师                | 平田宏美   | 菊地真             |
| 偶像大师                | 下田麻美   | 双海亚美、双海真美 |
| 偶像大师                | 钉宫理惠   | 水瀨伊織           |
| 偶像大师                | 高桥智秋   | 三浦梓             |
| 偶像大师                | 原由実     | 四条贵音           |
| 偶像大师                | 沼倉愛美   | 我那霸響           |
| 偶像大师                | 滝田樹里   | 音無小鳥           |
| 偶像大师 灰姑娘女孩     | 大桥彩香   | 島村卯月           |
| 偶像大师 灰姑娘女孩     | 福原綾香   | 澀谷凛             |
| 偶像大师 灰姑娘女孩     | 原紗友里   | 本田未央           |
| 偶像大师 灰姑娘女孩     | 青木瑠璃子 | 多田李衣菜         |
| 偶像大师 灰姑娘女孩     | 大空直美   | 緒方智繪里         |
| 偶像大师 灰姑娘女孩     | 松嵜麗     | 诸星琪拉莉         |
| 偶像大师 百万人演唱会！ | 山崎遥     | 春日未来           |
| 偶像大师 百万人演唱会！ | 田所梓     | 最上静香           |
| 偶像大师 百万人演唱会！ | Machico    | 伊吹翼             |
| 偶像大师 百万人演唱会！ | 麻倉桃     | 箱崎星梨花         |
| 偶像大师 百万人演唱会！ | 藤井幸代   | 所惠美             |
| 偶像大师 百万人演唱会！ | 渡部優衣   | 横山奈緒           |

第二日（7月19日）
| 作品                    | 声优       | 角色               |
| ----------------------- | ---------- | ------------------ |
| 偶像大师                | 中村绘里子 | 天海春香           |
| 偶像大师                | 今井麻美   | 如月千早           |
| 偶像大师                | 浅倉杏美   | 萩原雪步           |
| 偶像大师                | 平田宏美   | 菊地真             |
| 偶像大师                | 下田麻美   | 双海亚美、双海真美 |
| 偶像大师                | 钉宫理惠   | 水瀨伊織           |
| 偶像大师                | 高桥智秋   | 三浦梓             |
| 偶像大师                | 原由実     | 四条贵音           |
| 偶像大师                | 沼倉愛美   | 我那霸響           |
| 偶像大师                | 滝田樹里   | 音無小鳥           |
| 偶像大师                | 赤羽根健治 | 765事务所制作人    |
| 偶像大师 灰姑娘女孩     | 大桥彩香   | 島村卯月           |
| 偶像大师 灰姑娘女孩     | 福原綾香   | 澀谷凛             |
| 偶像大师 灰姑娘女孩     | 原紗友里   | 本田未央           |
| 偶像大师 灰姑娘女孩     | 青木瑠璃子 | 多田李衣菜         |
| 偶像大师 灰姑娘女孩     | 五十嵐裕美 | 双葉杏             |
| 偶像大师 灰姑娘女孩     | 松嵜麗     | 诸星琪拉莉         |
| 偶像大师 灰姑娘女孩     | 大空直美   | 緒方智繪里         |
| 偶像大师 灰姑娘女孩     | 黑泽朋世   | 赤城米莉亚         |
| 偶像大师 灰姑娘女孩     | 洲崎綾     | 新田美波           |
| 偶像大师 灰姑娘女孩     | 高森奈津美 | 前川未来           |
| 偶像大师 灰姑娘女孩     | 佳村遥     | 城崎美嘉           |
| 偶像大师 灰姑娘女孩     | 山本希望   | 城崎莉嘉           |
| 偶像大师 灰姑娘女孩     | 武內駿輔   | 346事务所制作人    |
| 偶像大师 百万人演唱会！ | 山崎遥     | 春日未来           |
| 偶像大师 百万人演唱会！ | 田所梓     | 最上静香           |
| 偶像大师 百万人演唱会！ | Machico    | 伊吹翼             |
| 偶像大师 百万人演唱会！ | 麻倉桃     | 箱崎星梨花         |
| 偶像大师 百万人演唱会！ | 藤井幸代   | 所惠美             |
| 偶像大师 百万人演唱会！ | 渡部優衣   | 横山奈緒           |
| 偶像大师 百万人演唱会！ | 愛美       | 茱莉亚             |
| 偶像大师 百万人演唱会！ | 雨宮天     | 北澤志保           |
| 偶像大师 百万人演唱会！ | 伊藤美来   | 七尾百合子         |
| 偶像大师 百万人演唱会！ | 上田麗奈   | 高坂海美           |
| 偶像大师 百万人演唱会！ | 木戸衣吹   | 矢吹可奈           |
| 偶像大师 百万人演唱会！ | 夏川椎菜   | 望月杏奈           |

## 演唱曲目一覽
1. THE IDOLM@STER／765PRO ALLSTARS+
2. READY!!／765PRO ALLSTARS+
3. START!!／中村繪里子
4. ラムネ色 青春／釘宮理恵、下田麻美、高桥智秋
5. Pon De Beach／沼倉愛美
6. 待ち受けプリンス／今井麻美、原由実
7. YOU往MY進!／下田麻美
8. ALRIGHT*／浅倉杏美
9. 自転車／平田宏美
10. DIAMOND／釘宮理恵
11. 空／滝田樹里
12. THE 愛／中村繪里子、浅倉杏美、滝田樹里
13. GO MY WAY!!／高桥智秋、今井麻美
14. 太陽のジェラシー／中村繪里子
15. おはよう!!朝ご飯／沼倉愛美
16. CHANGE!!!!／平田宏美、下田麻美、滝田樹里
17. First Stage／浅倉杏美
18. Here we go!!／釘宮理恵
19. 魔法をかけて!／原由実
20. ふるふるフューチャー☆／中村繪里子、沼倉愛美
21. ID:[OL]／滝田樹里
22. エージェント夜を往く／平田宏美
23. ポジティブ!／下田麻美
24. The world is all one !!／釘宮理恵、浅倉杏美、原由実
25. 9:02pm／高桥智秋
26. 蒼い鳥／今井麻美
27. 自分REST@RT／765PRO ALLSTARS+
28. DREAM／今井麻美、釘宮理恵、原由実
29. 嘆きのFRACTION／高桥智秋
30. Rebellion／沼倉愛美
31. relations／下田麻美、滝田樹里
32. 絶険、あるいは逃げられぬ恋／平田宏美
33. オーバーマスター／浅倉杏美、原由実、沼倉愛美
34. Fate of the World／今井麻美
35. KisS／原由実
36. 笑って!／中村繪里子
37. またね／釘宮理恵
38. First Step／浅倉杏美
39. 君が選ぶ道／滝田樹里
40. 風花／原由実
41. 細氷／今井麻美
42. LOST／平田宏美、下田麻美、沼倉愛美、高桥智秋
43. 私たちはずっと…でしょう?／中村繪里子、今井麻美 → 765PRO ALLSTARS+
44. Destiny／765PRO ALLSTARS+
45. アイ MUST GO!／765PRO ALLSTARS
46. M@STERPIECE／THE IDOLM@STER THREE STARS!!!
47. 虹色ミラクル／765PRO ALLSTARS+
48. THE IDOLM@STER／THE IDOLM@STER THREE STARS!!!

1. READY!!／765PRO ALLSTARS+
2. お願い！シンデレラ／CINDERELLA GIRLS
3. Thank You!／MILLIONSTARS
4. THE IDOLM@STER 2nd-mix／THE IDOLM@STER THREE STARS!!!
5. Welcome!!／MILLIONSTARS
6. キラメキラリ／平田宏美、滝田樹里、浅倉杏美
7. Vault That Borderline!／今井麻美、原由実
8. We're the friends!／大空直美、洲崎綾、五十嵐裕美
9. できたてEvo! Revo! Generation!／大橋彩香、福原綾香、原紗友里
10. 星屑のシンフォニア／伊藤美来、雨宮天、麻仓桃
11. Sentimental Venus／夏川椎菜、渡部優衣、木戸衣吹
12. ジレるハートに火をつけて／藤井幸代、上田麗奈、愛美
13. Shooting Stars／田所梓、山崎遥、Machico
14. Orange Sapphire／松嵜麗、佳村遥、山本希望、黑泽朋世
15. ØωØver!!／青木瑠璃子、高森奈津美
16. SMOKY THRILL／下田麻美、高桥智秋、釘宮理恵
17. 乙女よ大志を抱け！！／中村繪里子、沼倉愛美
18. GOIN'!!!／CINDERELLA GIRLS
19. GO MY WAY!!／高桥智秋、今井麻美、山崎遥、大橋彩香、原紗友里、上田麗奈、福原綾香、田所梓
20. 素敵なキセキ／山崎遥、大橋彩香
21. Super Lover／渡部優衣、松嵜麗
22. トキメキの音符になって／麻仓桃、佳村遥、原由実
23. CHANGE!!!!／下田麻美、平田宏美、滝田樹里、山本希望、洲崎綾、大空直美、雨宮天、藤井幸代、Machico
24. あんずのうた／五十嵐裕美、木戸衣吹、浅倉杏美
25. Romantic Now／黑泽朋世、夏川椎菜、伊藤美来
26. ミツボシ☆☆★／原紗友里、上田麗奈
27. ふるふるフューチャー☆／中村繪里子、沼倉愛美、伊藤美来、愛美、渡部優衣、高森奈津美、青木瑠璃子、松嵜麗
28. フローズン・ワード／藤井幸代、洲崎綾、夏川椎菜
29. Believe my change!／Machico、山本希望、黑泽朋世
30. ライアー・ルージュ／雨宮天、大空直美、沼倉愛美
31. The world is all one !!／釘宮理恵、浅倉杏美、原由実、木戸衣吹、麻仓桃、夏川椎菜、五十嵐裕美、佳村遥、黑泽朋世
32. Twilight Sky／青木瑠璃子、愛美
33. おねだり Shall We 〜？／高森奈津美、伊藤美来
34. Never say never／福原綾香、田所梓
35. いっしょ／今井麻美、中村繪里子、福原綾香、田所梓、大橋彩香、山崎遥、原紗友里、Machico
36. 自分REST@RT／765PRO ALLSTARS+
37. オーバーマスター／浅倉杏美、原由実、沼倉愛美
38. relations／下田麻美、滝田樹里
39. Blue Symphony／雨宮天、田所梓、夏川椎菜
40. Marionetteは眠らない／伊藤美来、藤井幸代
41. Memories／洲崎綾、青木瑠璃子、佳村遥
42. Nation Blue／福原綾香、山本希望、五十嵐裕美
43. オルゴールの小箱／大空直美、原紗友里、黑泽朋世
44. メッセージ／大橋彩香、高森奈津美、松嵜麗
45. 瞳の中のシリウス／上田麗奈、愛美、Machico
46. ココロがかえる場所／山崎遥、木戸衣吹、渡部優衣、麻仓桃
47. my song／中村繪里子、今井麻美、釘宮理恵、平田宏美、高桥智秋、下田麻美
48. Star!!／CINDERELLA GIRLS
49. Dreaming!／MILLIONSTARS
50. M@STERPIECE／THE IDOLM@STER THREE STARS!!!
51. カーテンコール／THE IDOLM@STER THREE STARS!!!
52. THE IDOLM@STER／THE IDOLM@STER THREE STARS!!!
53. アイ MUST GO！／THE IDOLM@STER THREE STARS!!!

## 轶闻
在偶像大师第一世代作品的剧情当中，作为可育成角色的天海春香在首次登上巨蛋后对制作人（玩家）激动的喊出了“制作人先生！这里是巨蛋啊！巨蛋！”（日语：「プロデューサーさん！ドームですよっ！ドームっっ！」）。而在本次演唱会上，作为天海春香的饰演者中村绘里子也在开场时喊出了同样的话语。